# Fischer-Colbrie Ágoston
Fischer-Colbrie Ágoston vagy Ágost (Zselíz, 1863. október 16. – Kassa, 1925. május 17.) a római katolikus egyház kassai püspöke Magyarországon, majd később Csehszlovákiában.

## Pályafutása
Apja Fischer-Colbrie Antal erdész, anyja Kovař Szerafína voltak. Gimnáziumi tanulmányait Kremsmünsterben, Pozsonyban és Esztergomban a bencéseknél végezte. 1879-ben az Esztergomi Szemináriumba került papnövendéknek. A teológiát 1882-től a bécsi Pázmáneumban, 1885. november 6-tól az Augustineumban tanulta, ahol Lackenbecher-díjat nyert kiváló arab fordításáért. 1886. március 20-án Bécsben szentelte pappá Simor János esztergomi érsek. 1888. június 25-én Bécsben teológiai doktorátust szerzett. Hét nyelven beszélt, köztük németül és szlovákul.
1888. július 9-től káplán Budapest-Belvárosban. Július 28-tól prímási szertartó és levéltáros Esztergomban. 1889–1890-ben érseki titkár. 1890-ben udvari kápláni címet kapott. Ugyanebben az évben, július 23-án kinevezték az Augustineum igazgatójává. 1892-ben rábízták Rudolf trónörökös lányának, Erzsébetnek a hitoktatását. 1894-ben pápai kamarás, majd 1899–1901 között dogmatikát adott elő a Pázmáneumban. 1902-ben kinevezték a dogmatika professzorává és az intézmény rektorává. Ezt a címet 1924-ig töltötte be. 1900-ban esztergomi kanonok és pápai protonotárius.

### Püspöki pályafutása
1904. december 27-én Bubics Zsigmond kassai püspök mellé nevezik ki koadjutornak, teljes utódlási joggal. 1905. január 15-én részt vett Rómában a kassai vértanúk boldoggá avatásán. 1905. január 28-án kapott pápai megerősítést, egyúttal dometiopolisi címzetes püspöknek nevezték ki. Március 12-én szentelték püspökké. Hazatérése után április 5-től 1907-ig a kassai szeminárium rektora, majd 1906. február 1-jétől apostoli adminisztrátor.
1907. május 22-én nevezték ki kassai megyés püspökké. Legalább 5 évente felkereste egyházmegyéje minden egyházközségét. Ő szentelte pappá Jozef Tisót 1910-ben a bécsi Pázmáneum kápolnájában.1912-ben tagja lett a Bécsben megrendezett 23. Eucharisztikus világkongresszus magyar felkészítő bizottságának. 1915-ben a Szent István Akadémia tagja lett. 1917-ben egyházi földreformra tett javaslatot.
1919-ben, miután letette a hűségesküt a csehszlovák államra, a hatóságok a helyén hagyták. Az új államhatárok miatt Sátoraljaújhelyen vikariátust szervezett. 1920-ban aktívan közreműködött a Keresztényszocialista Párt létrehozásában. A csehszlovák hatóságok kritikusan néztek tevékenységére és feltehetőleg kísérletet tettek elmozdítására. 1921-ben redemptoristákat hívott Sztropkóra, akik a volt ferences kolostorban kaptak elhelyezést. A szlovákiai püspökök 1924. január 24-ei memorandumát is aláírta, amelyben az egyes egyházmegyékben a szalézi rend számára intézetek létrehozását javasolták. Fischer-Colbrie Ágoston volt az utolsó olyan szlovákiai püspök, aki a szlovákiai magyarságot is képviselte.
Temetését Francesco Marmaggi nuncius részvétele mellett Csárszky József rozsnyói adminisztrátor és Takács Menyhért jászóvári apát végezte, a Szent Erzsébet-dóm altemplomában helyezték örök nyugalomra.

## Munkássága
Nagy műveltségű férfi volt, napi négy órát töltött tanulással, sok könyvet írt. Még korához képest is igen sok (11) nyelven beszélt: angolul, magyarul, szlovákul, oroszul, franciául, olaszul, latinul, németül, arabul, héberül, ógörögül. Szorgalmazta, hogy egyházmegyéje papjai is legyenek tagjai az antialkoholista egyleteknek.
Sok szociális és kulturális intézményt alapított, köztük a Szent József Szegénygyermekek Otthonát, Kassai Patronage-t, Átmeneti Fiú Otthont, Leánymenhelyt, Katholikus Tanonc Otthont, keresztény iparosok és kereskedők fogyasztási szövetkezetét. A Farkas Edith által 1908-ban alapított Szociális Missziótársulatnak Szikszón ingatlant biztosított. 1907-ben részt vett a Szent Erzsébet nyomda létrehozásában, szorgalmazta a Felvidéki Újság kiadását (1919–1921 Esti Újság néven működött), melyben több publikációja jelent meg.
Az első világháború előtt jelentkező türelmetlen nemzetiségi politika sok idegen nyelvű pap üldözését is okozta. Ezt Fischer-Colbrie mindvégig visszautasította, papjai mellett kiállt. Politikai nézetei szerint a keresztényszocializmus állt hozzá a legközelebb. XIII. Leó pápa „Rerum novarum” körlevelét ő fordította magyarra. 1917-ben egyházi földreformot javasolt, 1918 után pedig több különböző tanulmányt jelentetett meg reformelképzeléseiről (a nők társadalmi helyzetéről, a munkásosztály problémáiról).
1919. október 25-én állami részről felkérték Fischer-Colbrie püspököt, hogy tartson egy díszmisét az egyéves Csehszlovákia fennállásának ünnepére, amire a püspök azt válaszolta, hogy gyászmisét szívesen tart, mivel Szlovákia katolikus lakosságát annyi sérelem érte az utóbbi egy évben, hogy nincs mit ünnepelni.

## Díjai
Ferenc József 1915-ben a vaskereszt renddel, a I. Ferdinánd bolgár cár pedig 1909-ben a polgári törekvés rendjének nagykeresztjével tüntette ki.
1916-ban Rozsnyó város díszpolgára, 1917-ben belső titkos tanácsos lett, 1918-ban megkapta a polgári katonai rend 1. osztályát.

## Művei
- XIII. Leó p. Sapientiae Christianae kezdetű körlevele. Fordítás, Esztergom (1890)
- Fragmentum apologeticum de criterio interno positivo divinae originis christianae religionis, Esztergom (1891)
- Hora eucharistica, Bécs (1892)
- Szent beszéd, amelyet 1894. VIII. 20-án mondott, Esztergom (1894)[3]
- Magyarország műemlékei (1908)
- Gazdasági nőnevelés és megélhetés, Kassa (1910)
- A kereszt császárja, Budapest (1913)
- A vak grófné. Özv. gr. Zichy Jenőné emlékezete, Kassa (1915)
- A modern filozófia és a kereszténység, Budapest (1917)
- A munka, Kassa, 1919
- Népjóléti kérdések, Kassa (1919)
- Társadalmi problémák, Kassa (1919)
- Spoločenské otázky (Társadalmi kérdések), Rózsahegy (1920)
- Beszédei és beszédvázlatai, Kassa (1928)[3]

Mindemellett rengeteg cikket írt a Közel-Keletről a héber-arab világról, ahogyan vallásukról és az ottani régészeti munkákról is.

## Emléke
Fischer-Colbrie Ágostont mint szentéletű aszkétát írja le Márai Sándor az Egy polgár vallomásai című művében: "A püspök úr is a főutcán lakott, finom, emeletes barokk palotában. De őt már ritkábban látta a nép, zárkózottan élt. Társaságba nem járt soha, s csak a külváros utcáin tűnt fel alkonyatkor törékeny, finom alakja, valamelyik kedves kanonokja vagy udvari papja kíséretében. Ez a püspök nagy úr volt. Főhercegeket nevelt, s az udvar nem feledkezett meg róla később sem, mikor elvonult e kisvárosba. Róma és Bécs meghallgatták véleményét, és respektálták tanácsait. Nagyúr volt és lelkes, szigorú aszkéta pap. Hosszú élete végéig elrejteződött a tömeg elől, nagy ünnepeken látták csak hívei, s akkor rendkívüli egyházi pompával jelent meg. Máskülönben láthatatlanul élt, katonai vaságyban aludt, mint a császár vagy mint a szegény, szigorú rendtartásra nevelt szerzetesek. Különös szabású főpásztori fövegben indult délutáni sétáira, valamilyen nagyon fényes, bársonyszerű kemény filcből készült, alacsony keménykalapban, melynek karimájáról hátul kis aranybojt lógott le a püspök tarkójára. Télen-nyáron kesztyűt viselt, s ha gyermekekkel találkozott, megállt, és kesztyűs kezével megsimogatta arcukat. A szegények negyedeiben sétált, elhagyott utcákon, s egyszer sokáig követtem. Vonzott a törékeny, előkelő jelenség, különösen kalapja és az az aranybojt csábított a követésére, mert senki más nem viselt ilyen föveget a városban. Az egyik utcasarkon észrevett, megállt, magához intett, megkérdezte nevemet, kézen fogott és hazakísért, mint egy elkalandozott bárányt. Ez a kitüntetés elmondhatatlan büszkeséggel töltött el, sokáig lázasan meséltem mindenkinek, aki hallani akarta, hogy a püspök, egy igazi püspök kísért kézen fogva haza. Rajongásomban el is határoztam, hogy hálából, szíves viszonzásul pap leszek."